# Skander Sannene
Skander Sannene, né le 14 juillet 1982, est un basketteur tunisien. Sa carrière sportive commence en 2002 au Club africain de Tunis.

## Carrière
- 2002-2013 : Club africain
- depuis 2013 : Jeunesse sportive d'El Menzah

## Palmarès
- Championnat de Tunisie masculin de basket-ball : 2004
- Super Coupe de Tunisie de basket-ball : 2004